# Alagón del Río
Pour les articles homonymes, voir Alagon (homonymie).
Alagón del Río est une commune de la province de Cáceres dans la communauté autonome d'Estrémadure en Espagne.

## Histoire
Alagón del Río a été fondée dans les années 1950 par l'Institut National de Colonisation dans les limites municipales de Galisteo et est devenue une municipalité indépendante en 2009.